# Batalla de Badajoz (1936)
La batalla de Badajoz desarrollada en esta ciudad del oeste de España, en la frontera con Portugal, fue un enfrentamiento militar que tuvo lugar en agosto de 1936, durante la guerra civil española. Tras la toma de Mérida, la conquista de Badajoz permitió al Bando sublevado asegurar su retaguardia y la frontera de Badajoz, al tiempo que para la República supuso perder definitivamente la comunicación terrestre con Portugal. Tras la batalla, se desencadenó uno de los episodios más controvertidos de represión y asesinatos de toda la guerra, la llamada matanza de Badajoz.

## Situación estratégica
En el verano de 1936, unos 10 000 soldados de tropas regulares del Ejército de África fueron transportados en puentes aéreos alemanes e italianos al sur de España superando el Estrecho de Gibraltar. El bando sublevado se reunió en Sevilla y el 1 de agosto el general Francisco Franco ordenó dirigirse hacia el norte para enlazar con las fuerzas del general Mola.
Dirigidos por el coronel Asensio y el comandante Castejón, el bando sublevado se dirigió hacia el norte con un destacamento motorizado, parándose para bombardear y capturar poblaciones fronterizas. El 10 de agosto, el teniente coronel Yagüe llegó para asumir el mando cerca de Mérida, el bando sublevado había asegurado 300 km de la frontera con Portugal. Mérida cayó tras una dura lucha en las orillas del río Guadiana, dejando a la vecina Badajoz aislada y como la última posición de la República en la frontera. El propio Franco supervisó personalmente las operaciones militares en Mérida, y al atardecer de aquel día recibió a Yagüe en su despacho para discutir la toma de Badajoz y nuevos objetivos militares. Franco quería capturar la ciudad para así consolidar la unificación de las dos zonas del territorio sublevado, y así dejar despejado el flanco izquierdo de su avance, a la vez que cubrían la frontera portuguesa. Esta decisión fue un error estratégico, ya que el retraso provocado por el asalto de Badajoz en el avance hacia Madrid permitió al gobierno republicano organizar sus defensas.
Yagüe marchó hacia Badajoz con 2250 legionarios, 750 regulares marroquíes y cinco baterías, dejando al comandante Tella atrás para mantener Mérida. Dentro de la antigua ciudad-fortaleza, en aquel momento muchas secciones de la antigua muralla habían sido derribadas hacía unos pocos años, aunque otras muchas seguían existiendo. El coronel Puigdengolas dirigía a unos 6000 milicianos republicanos (aunque otras fuentes reducen los efectivos a 2000 o 4000 efectivos). Cuando el ejército sublevado se acercaba, un grupo de guardias civiles intentó desertar al bando sublevado. Puigdengolas logró aplastar la revuelta, pero esta acción minó la confianza de sus hombres.

## La batalla

### Orden de batalla
El avance del Ejército Expedicionario de África sobre las murallas de Badajoz dio comienzo el 12 de agosto de 1936 con el siguiente orden de batalla:
- Agrupación Asensio, integrada por:
  - IV Bandera de la Legión al mando del comandante José Vierna Trápaga.
  - I Tabor de Tetuán al mando del comandante Serrano Montaner.
  - Batería de Artillería del capitán Barón.
- Agrupación Castejón.
  - V bandera de la Legión al mando del capitán Tiede Zen.
  - II Tabor de Ceuta al mando del comandante Amador de los Ríos.
  - Batería de 105 del capitán Ruiz Mateos.
- Agrupación Tella como reserva guarneciendo la ciudad de Mérida.

### Valor estratégico de la plaza

Mapa de las operaciones entre agosto y septiembre de 1936.

Como se puede observar en la imagen, la toma de Badajoz era vital para el Bando sublevado, pues comunicaba el grupo de ejércitos del Sur con la zona Norte controlada por el general Mola. En rojo se puede ver la zona controlada por la república, en azul el territorio bajo control de los sublevados y en verde los avances de estos en este período.

### Asalto a la ciudad
Antes del ataque, durante tres días Badajoz fue bombardeada continuamente por la artillería y la aviación de los sublevados. La ciudad estaba inundada por numerosos refugiados de la provincia y la atmósfera imperante en ella era aciaga. El 13 de agosto una escuadrilla de aviones lanzó miles de octavillas firmadas por el general Franco dirigida a «los soldados y ciudadanos resistentes en Badajoz» a los que lanzaba una brutal amenaza. «No cabía duda de que se avecinaba la matanza», afirma el historiador británico Paul Preston. La octavilla decía lo siguiente:

Vuestra resistencia será estéril y el castigo que recibáis estará en proporción de aquélla. Si queréis evitar derramamientos inútiles de sangre, apresad a los cabecillas y entregadlos a nuestras fuerzas. El movimiento salvador español es de paz, de fraternidad entre los españoles de orden, de grandeza de la Patria, y a favor de la clase obrera y media; nuestro triunfo está asegurado y por España y su salvación destruiremos cuantos obstáculos se nos opongan. Aún es tiempo de corregir vuestros errores; mañana será tarde. ¡Viva España y los españoles patriotas!

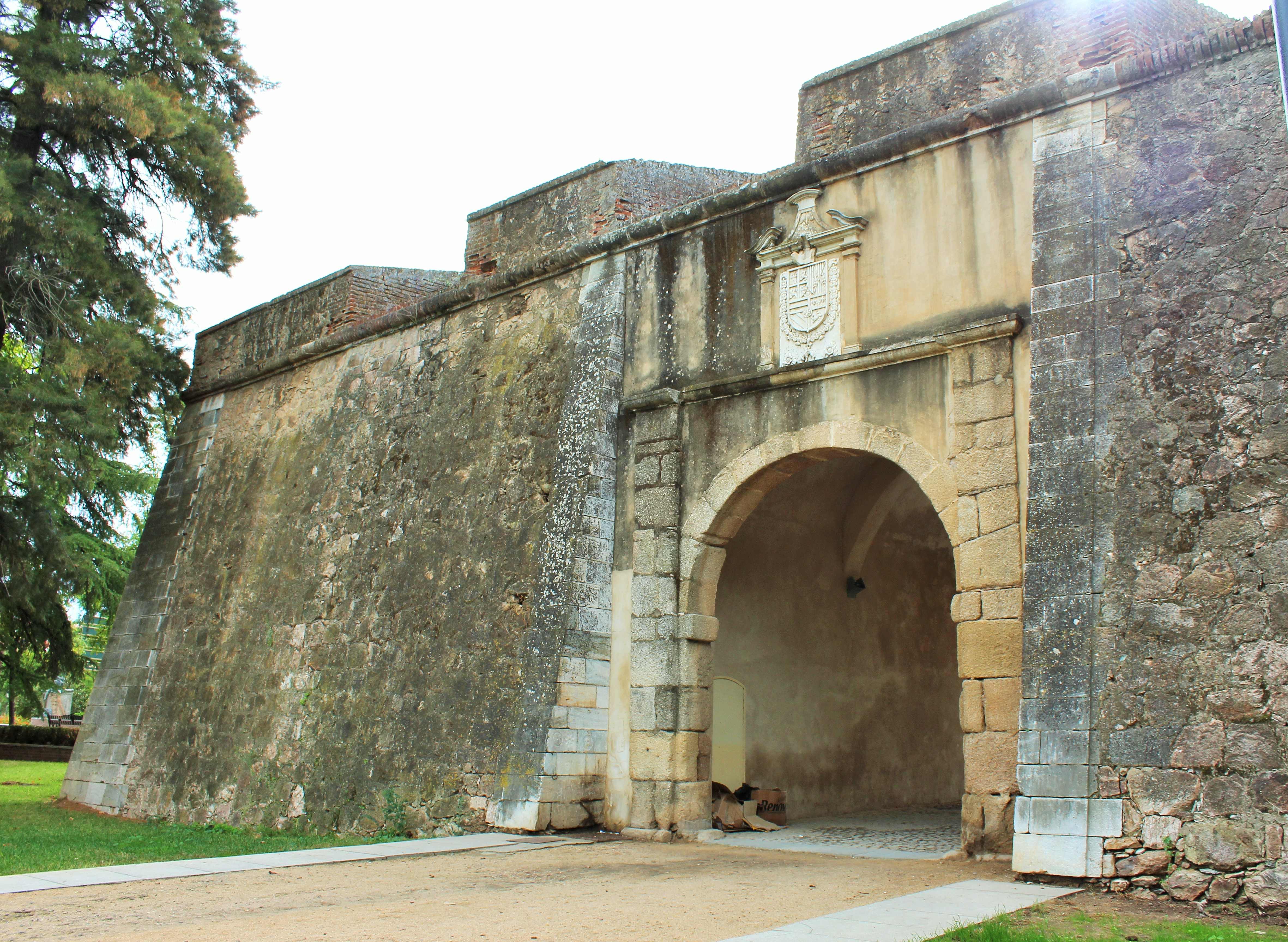
Puerta de la Trinidad del recinto abaluartado de Badajoz.

El bando sublevado lanzó su ataque en la tarde del 14 de agosto, tras bombardear la ciudad durante la mayor parte del día. Una unidad de la Legión, cantando y gritando, asaltó la Puerta de la Trinidad. La resuelta resistencia  de las ametralladoras y los tiradores republicanos frenó el asalto, triturando a la primera oleada de tropas rebeldes.
Ignorando sus bajas, los legionarios continuaron avanzando. Una carga conducida por carros blindados logró hacerse con el control de la puerta, y los sublevados superaron a los defensores, entrando a través de la brecha y desarrollándose un combate cuerpo a cuerpo. Pero el coste fue muy elevado: la 16.ª compañía de la IV Bandera de la Legión había perdido a 76 de sus 90 oficiales y soldados iniciales, aunque no hay unanimidad en la cuantía de las bajas. Todos los oficiales de la unidad cayeron durante el primer asalto, excepto un capitán y un cabo. Mientras tanto, los hombres de Asensio habían entrado en la ciudad a través de una brecha en las murallas de la ciudad; posteriormente se consideró que el asalto de la Puerta de la Trinidad había tenido una escasa utilidad.
En la parte sur unidades sublevadas asaltaron las murallas con menos dificultad. Los regulares de Tetuán se abrieron paso a través de la Puerta de Carros, tras lo cual los legionarios y marroquíes barrieron a los republicanos de los cuarteles militares. Mientras tenía lugar la lucha, numerosos soldados de la guarnición republicana se pasaron a los rebeldes, permitiendo así que los asaltantes pudieran entrar en la ciudad fácilmente. Una vez dentro de Badajoz, persiguieron a la milicia republicana, pasándola a cuchillo y a bayoneta en su camino al centro de la ciudad, incluso a aquellos que habían arrojado sus armas y se habían rendido. La lucha callejera todavía duraba pasada la medianoche. La represión contra los defensores republicanos comenzó en el mismo momento en que los legionarios y regulares entraron en Badajoz, quedando algunas calles repletas de fusilados o de muertos en combate. Los legionarios capturaron a 43 milicianos heridos en el Hospital militar, y los ejecutaron.
El coronel  Puigdengolas, junto al alcalde Sinforiano Madroñero y otros miembros del Comité de defensa, salieron de Badajoz en torno a las 09:00 y huyeron a Portugal.
Esta es la crónica que publicó el diario Temps el 15 de agosto, al día siguiente de la toma de la ciudad, enviada por su corresponsal Jacques Berthet:

Después de una preparación de artillería, varias columnas atacaron Badajoz el viernes [14 de agosto] a las 16 horas. Una, al mando del comandante Castejón, penetró sin demasiadas dificultades por el cuartel de Menacho, donde la ciudad no tenía murallas; otra, a las órdenes del teniente coronel Asensio, trató de forzar la puerta de la Trinidad, en la ruta de Mérida; pero, enfilada por las ametralladoras gubernamentales, tuvo que recular. Un segundo asalto realizado por el Tercio, con su coraje habitual, a la bayoneta y puñal, venció la resistencia de los gubernamentales después de una verdadera carnicería. La 16ª Compañía del Tercio tuvo treinta muertos y cincuenta heridos sobre unos efectivos de 120 hombres. A las 18 horas, la ciudad estaba tomada, pero la lucha continuó, desesperada, casa por casa, durante parte de la tarde. Los leales dispusieron de dos morteros, un blindado, algunas ametralladoras, 800 soldados y unos 4000 milicianos armados de máuseres y de escopetas de caza. Los rebeldes, en número de 3000, dispusieron de una batería de artillería de campaña y de una gran superioridad en armamento de último modelo. Según las estimaciones de los sublevados, puede estimarse las pérdidas de regulares y de legionarios en unos 60 muertos y 150 heridos, y las de los leales entre 600 y 800 muertos. Tras la victoria, 380 prisioneros políticos fueron liberados sanos y salvos. Los milicianos y sospechosos arrestados por los golpistas han sido pasados inmediatamente por las armas.

## Consecuencias
La caída de Badajoz separó de la República la región de Extremadura del norte de Huelva, que fue posteriormente acallado por el emergente estado del bando sublevado. Tras la batalla, Yagüe se dirigió al norte hacia Madrid y llegó al Tajo. Allí se enfrentó a fuerzas republicanas en batallas campales en las semanas siguientes.
La batalla de Badajoz siguió patrones que continuaron el resto del verano: milicianos republicanos tomaban fortalezas medievales que salpicaban Castilla, sin poder parar ni retrasar el avance de las tropas profesionales de Franco. El ejército regular probó ser capaz de barrer defensas preparadas por fuerzas enemigas superiores, pero a menudo sufría asombrosas pérdidas de sus mejores tropas.

### La matanza de Badajoz
Está constatado que los "rebeldes" tras la conquista de Badajoz saquearon la ciudad y asesinaron a miles de prisioneros y civiles. Muchos fueron detenidos y llevados a la Plaza de Toros, donde o bien fueron ejecutados, o bien esperaron hasta ser ejecutados en el cementerio. Los gritos de los moribundos pudieron oírse en la ciudad. Los asesinatos y las violaciones masivas continuaron durante varios días, lo que llevó a que Yagüe pasara a ser conocido por el apodo de "El Carnicero de Badajoz". Los corresponsales extranjeros, dependiendo de sus simpatías políticas, establecieron un rango de ejecuciones que iba desde 1800 a 4000 ejecutados. Un elevado número de carabineros –que en su mayoría se habían mantenido fieles a la República– también fueron fusilados, en el cementerio. Incluso el comandante del Regimiento «Castilla», el coronel José Cantero Ortega, fue fusilado el mismo 14 de agosto, poco después de haber sido hecho prisionero.
Hay numerosos testimonios y relatos de testigos visuales sobre la matanza de Badajoz, incluyendo algunos corresponsables extranjeros, como el estadounidense Jay Allen, el portugués Mário Neves, y los franceses Marcel Dany y René Bru; también han sobrevivido fotografías de la masacre. A día de hoy, la mayoría de historiadores reconoce que Yagüe ejecutó a miles de milicianos y civiles tras la caída de la ciudad, y posteriormente quemó sus cuerpos porque no quería dejar enemigos –ya fueran soldados o civiles– en la retaguardia de su Ejército. De hecho, Yagüe fue entrevistado por John T. Whitaker, a quien declaró:

"Por supuesto que los ejecutábamos –me dijo–, ¿qué esperaba? ¿Suponía que iba a llevar conmigo 4000 prisioneros rojos, teniendo mi columna que avanzar contrarreloj? ¿Esperaba que los soltara en mi retaguardia y dejarlos para que hicieran roja a Badajoz de nuevo?".

La matanza de Badajoz no fue un caso único en la marcha de la columna de Yagüe por tierras extremeñas. En cada ciudad conquistada por los hombres de Yagüe, numerosos civiles fueron asesinados. De hecho, más de seis mil personas fueron asesinadas sólo en la provincia de Badajoz (incluyendo la capital de provincia). Muchas de estas víctimas eran obreros y campesinos, y pasaron a formar parte de lo que luego se denominó represión franquista o terror "blanco".